# Bernadette Mayer
Bernadette Mayer (New York, 12 maggio 1945 – New York, 22 novembre 2022) è stata una poetessa e artista statunitense.

## Biografia
Bernadette Mayer nacque a Brooklyn nel 1945 e rimase orfana durante l'adolescenza; sua sorella era la scultrice Rosemary Mayer. Dopo aver frequentato scuole cattoliche nel 1967 si laureò al New School for Social Research, dove studiò lingue classiche e moderne.
Dopo essere salita alla ribalta grazie alla sua mostra Memory nel 1971, Mayer si affermò come un'apprezzata poetessa e membro dei Language poets e della New York School. Nel corso della sua vita pubblicò oltre una trentina di libri, tra cui raccolte di saggi e poesie. Nel 2015 ricevette la Guggenheim Fellowship, mentre l'anno successivo ottenne una candidatura al National Book Critics Circle Award per Works and Days.
È morta a New York nel 2022 all'età di 77 anni.

## Vita privata
Fu sentimentalmente legata per dieci anni al poeta Lewis Warsh, con cui ebbe tre figli. Successivamente ebbe une relazione col poeta Philip Good.

## Opere
- Story, New York: 0 to 9 Press, 1968.
- Moving, New York: Angel Hair, 1971.
- Memory, Plainfield, VT: North Atlantic Books, 1976.
- Ceremony Latin (1964), New York: Angel Hair, 1975.
- Studying Hunger, New York: Adventures in Poetry/ Bolinas, CA: Big Sky, 1976.
- Poetry, New York: Kulchur Foundation, 1976.
- Eruditio Ex Memoria, Lenox, MA: Angel Hair, 1977.
- The Golden Book of Words, Lenox, MA: Angel Hair, 1978.
- Midwinter Day, Berkeley, California, Turtle Island Foundation, 1982.
- Utopia, New York: United Artists Books, 1984.
- Mutual Aid, Mademoiselle de la Mole Press, 1985.
- Sonnets, New York: Tender Buttons, 1989.
- The Formal Field of Kissing, New York: Catchword Papers, 1990.
- A Bernadette Mayer Reader, New York: New Directions, 1992.
- The Desires of Mothers to Please Others in Letters, West Stockbridge, MA: Hard Press, 1994.
- Another Smashed Pinecone, New York: United Artists Books, 1998.
- Proper Name & other stories, New York: New Directions, 1996.
- Two Haloed Mourners: Poems, New York: Granary Books, 1998.
- Midwinter Day, New York: New Directions, 1999.
- Scarlet Tanager, New York: New Directions, 2005.
- What's Your Idea of a Good Time?: Letters and Interviews 1977–1985, Berkeley: Tuumba Press, 2006.
- Poetry State Forest, New York: New Directions, 2008.
- Ethics of Sleep, New Orleans: Trembling Pillow Press, 2011.
- Studying Hunger Journals, Barrytown, NY: Station Hill Press, 2011.
- The Helens of Troy, NY, New York: New Directions, 2013.
- At Maureen's, New York: Crony Books, 2013.
- Eating the Colors of a Lineup of Words: The Early Books of Bernadette Mayer, Station Hill Press, 2015.
- Works and Days, New Directions, 2017.
- Memory. Siglio Press, 2020.
- The Basketball Article Comic Book, Franchise, 2021.